# Det lilla landet som kunde
Det lilla landet som kunde, utgiven 2018, är en bok skriven av Mustafa Panshiri och Jens Ganman.

## Innehåll
Boken handlar om social integration och författarna ville besvara frågor som "Vad menar vi när vi pratar om integration?" och "Vad gör vi med folk som inte vill integreras?" I boken påpekar författarna att makthavare själva inte bor i utsatta områden. Om den svenska integrations- och migrationsdebatten de senaste åren skrev författarna att "Godhet trumfade kunskap, medan fakta i många sammanhang var underordnade känslor."
Inför arbetet med boken intervjuade de bland annat Jimmie Åkesson, Henrik Arnstad, Victoria Kawesa, samt Henry Moreland Seals.

## Mottagande
Sakine Madon skrev i Vestmanlands Läns Tidning att boken var rolig och att "Panshiri och Ganman ifrågasätter allt och alla, inklusive sig själva. Nyfiket och ärligt har de lyckats skriva en alldeles briljant bok."
Håkan Lindgren skrev i Svenska Dagbladet att personporträtten var levande och att boken närmade sig känsliga frågor, men att intervjuerna var lite för pratiga utan att nå fram till något som bränns; att boken hade behövt ställa ännu bättre frågor.
Tomas Brandberg skrev i Samtiden att boken "obarmhärtigt blottlägger hur makthavarna till synes ogenerat förflyttade sig från öppna hjärtan till stängda gränser, åtminstone i retoriken." och att boken var viktig "eftersom ledande politiker till höger och vänster nu försöker distansera sig från sina tidigare ställningstaganden rörande migration och integration."